# Pontolis
Pontolis es un género extinto de mamífero carnívoro odobénido, relacionado con las morsas actuales, monotípico, es decir, que solo incluye a una especie, P. magnus, nombrada por Frederick W. True en 1905. P. magnus habitaba en zonas marinas y costeras en lo que hoy es California y Oregón hace aproximadamente entre 11-5 millones de años, durante el Mioceno y Plioceno.